# Charles Van Belle
Pour les articles homonymes, voir Van Belle.
Charles A. Van Belle né à Tilleur le 29 septembre 1881 et mort dans la même ville le 21 novembre 1974 est un homme politique belge et un militant wallon.

## Biographie
Charles Van Belle fait partie de plusieurs syndicats, celui des mineurs (1900), des ouvriers réunis et des menuisiers réunis (1902). Il est secrétaire des syndicats des ouvriers du bas de Seraing (1909-1940). En 1914-1918, il passe en Angleterre. 
Inscrit au Parti ouvrier belge en 1902, il est élu en 1912 conseiller provincial de la Province de Liège et le restera jusqu'en 1921. En 1922, il est élu sénateur de Liège et siégera au Sénat de 1922 à 1958 : il en sera le vice-président de 1951 à 1958.
Il participe avec son frère François Van Belle au Congrès wallon de 1912. En 1930, il fait partie de la Concentration wallonne. Il est rapporteur au Congrès des socialistes wallons des 8 et 9 janvier 1938. Pendant la guerre il sera du (Rassemblement démocratique et socialiste wallon. Il adhère à Wallonie libre où il milite pour la suppression du Bouchon de Lannaye.
L'Encyclopédie du Mouvement wallon souligne que « son parcours est typique des militants socialistes d'avant la Seconde Guerre mondiale par la conjugaison de l'activité politique; syndicale, coopérative et wallonne ».